# Rigord
Rigord oder Rigordus (* um 1150; † um 1209) war ein französischer Chronist.
Er stammte wohl aus dem Languedoc und wurde Geistlicher in Argenteuil und dann in Saint-Denis. Hier verfasste er eine kurzgefasste Chronik der Könige Frankreichs (regis Francorum chronographus), die den Besuchern von Saint-Denis als Führer dienen sollte.
Er wurde beauftragt, eine Biographie über den französischen König Philipp II. zu schreiben. Die Gesta Philippi Augusti ist eine Hauptquelle zum Leben dieses Königs, das Rigord von dessen Krönung 1179 bis zum Jahr 1206 dokumentierte. In der Auffassung, dass der König ein „Mehrer des Reiches“ sei, „verlieh“ er ihm den kaiserlichen Titel „Augustus“, der dem König zum Beinamen (August) wurde. Auch umgibt er den König mit einer Aura der Wundertätigkeit, indem er drei von diesem angeblich vollbrachte Wunder beschreibt. Dies wurde nach dem Tod des Königs von dessen Anhängern als Argument für ein Kanonisierungsverfahren herangezogen, das aber von der römischen Kurie wegen der zeitweiligen Exkommunikation des Königs aufgrund dessen jahrelanger Bigamie abgewiesen wurde.
Rigords Werk wurde 1214 von Wilhelm dem Bretonen weitergeführt, der die Biographie von den Jahren 1206 bis 1220 beschrieb. Das Werk fand Eingang in die Grandes Chroniques de France und wurde 1825 von Guizot ins Französische übersetzt (in Collection des mémoires relatifs à l’histoire de France). H. F. Delaborde edierte es 1882/1895 in Œuvres de Rigord et de Guillaume le Breton.

## Werkausgaben
- Gesta Philippi Augusti, hrsg. von Michel-Jean-Joseph Brial in: Recueil des Historiens des Gaules et de la France 17 (1878), S. 4–62 (Rigords Werk, Latein).
- Gesta Philippi Augusti, hrsg. von Michel-Jean-Joseph Brial in: Recueil des Historiens des Gaules et de la France 17 (1878), S. 62–116 (Fortsetzung Wilhelms des Bretonen, Latein).

## Anmerkung
1. ↑  Siehe dazu Jacques Le Goff: Le dossier de sainteté de Philippe Auguste in: L’Histoire (1987).

| Personendaten    | Personendaten          |
| ---------------- | ---------------------- |
| NAME             | Rigord                 |
| ALTERNATIVNAMEN  | Rigordus               |
| KURZBESCHREIBUNG | französischer Chronist |
| GEBURTSDATUM     | um 1150                |
| STERBEDATUM      | um 1209                |